# Szaturnusz-díj a legjobb televíziós fantasysorozatnak
A legjobb televíziós fantasysorozatnak járó Szaturnusz-díjat évente adja át az Academy of Science Fiction, Fantasy & Horror Films szervezet, a 2016-os, 42. díjátadó óta.
A kategóriában az Outlander – Az idegen nyerte a legtöbb díjat, öt jelölésből összesen három alkalommal.
A varázslók szintén öt jelölést tudhat magáénak.
A 47. díjátadón ketté választották: kábel/hálózat-ra és streaming-re.

## Győztesek és jelöltek
(MEGJEGYZÉS: Az Év oszlop az adott sorozat értékeléséül szolgáló évre utal, a tényleges díjátadó ceremóniát a következő évben rendezték meg.)
A győzteseket félkövér betűtípus és kék háttérszín jelzi.

### 2010-es évek
| Év                       | Magyar cím                            | Eredeti cím                         |
| ------------------------ | ------------------------------------- | ----------------------------------- |
| 2015 (42. díjátadó)      | Outlander – Az idegen                 | Outlander                           |
| 2015 (42. díjátadó)      | Trónok harca                          | Game of Thrones                     |
| 2015 (42. díjátadó)      | Haven                                 | Haven                               |
| 2015 (42. díjátadó)      | Jonathan Strange & Mr Norrell         |                                     |
| 2015 (42. díjátadó)      | A varázslók                           | The Magicians                       |
| 2015 (42. díjátadó)      | The Muppets                           |                                     |
| 2015 (42. díjátadó)      | Shannara – A jövő krónikája           | The Shannara Chronicles             |
| 2016 (43. díjátadó)      | Outlander – Az idegen                 | Outlander                           |
| 2016 (43. díjátadó)      | Túloldal                              | Beyond                              |
| 2016 (43. díjátadó)      | Trónok harca                          | Game of Thrones                     |
| 2016 (43. díjátadó)      | A jó hely                             | The Good Place                      |
| 2016 (43. díjátadó)      | Lucifer                               | Lucifer                             |
| 2016 (43. díjátadó)      | A varázslók                           | The Magicians                       |
| 2016 (43. díjátadó)      | Preacher                              | Preacher                            |
| 2017 (44. díjátadó)      | Outlander – Az idegen                 | Outlander                           |
| 2017 (44. díjátadó)      | Amerikai istenek                      | American Gods                       |
| 2017 (44. díjátadó)      | Trónok harca                          | Game of Thrones                     |
| 2017 (44. díjátadó)      | A jó hely                             | The Good Place                      |
| 2017 (44. díjátadó)      | Templomosok                           | Knightfall                          |
| 2017 (44. díjátadó)      | A titkok könyvtára                    | The Librarians                      |
| 2017 (44. díjátadó)      | A varázslók                           | The Magicians                       |
| 2018/2019 (45. díjátadó) | Trónok harca                          | Game of Thrones                     |
| 2018/2019 (45. díjátadó) | Amerikai istenek                      | American Gods                       |
| 2018/2019 (45. díjátadó) | Outlander – Az idegen                 | Outlander                           |
| 2018/2019 (45. díjátadó) | Charmed                               |                                     |
| 2018/2019 (45. díjátadó) | A jó hely                             | The Good Place                      |
| 2018/2019 (45. díjátadó) | Parányi varázslat                     | Good Witch                          |
| 2018/2019 (45. díjátadó) | A varázslók                           | The Magicians                       |
| 2018/2019 (45. díjátadó) | The Outpost                           |                                     |
| 2019/2020 (46. díjátadó) | For All Mankind                       | For All Mankind                     |
| 2019/2020 (46. díjátadó) | A Sötét Kristály – Az ellenállás kora | The Dark Crystal: Age of Resistance |
| 2019/2020 (46. díjátadó) | Locke & Key – Kulcs a zárját          | Locke & Key                         |
| 2019/2020 (46. díjátadó) | Outlander – Az idegen                 | Outlander                           |
| 2019/2020 (46. díjátadó) | Vaják                                 | The Witcher                         |
| 2019/2020 (46. díjátadó) | The Twilight Zone                     |                                     |
| 2019/2020 (46. díjátadó) | A varázslók                           | The Magicians                       |

### 2020-as évek
| Év                       | Magyar cím                      | Eredeti cím                               | Adó                |
| ------------------------ | ------------------------------- | ----------------------------------------- | ------------------ |
| 2021/2022 (50. díjátadó) | Kábel / Hálózat                 | Kábel / Hálózat                           | Kábel / Hálózat    |
| 2021/2022 (50. díjátadó) |                                 | Shining Vale                              | Starz              |
| 2021/2022 (50. díjátadó) | Ki vagy, doki?                  | Doctor Who                                | BBC America        |
| 2021/2022 (50. díjátadó) | Kísértetek                      | Ghosts                                    | CBS                |
| 2021/2022 (50. díjátadó) |                                 | La Brea                                   | NBC                |
| 2021/2022 (50. díjátadó) | Riverdale                       | Riverdale                                 | The CW             |
| 2021/2022 (50. díjátadó) | Stargirl                        | Stargirl                                  | The CW             |
| 2021/2022 (50. díjátadó) | Streaming                       |                                           |                    |
| 2021/2022 (50. díjátadó) | Loki                            | Loki                                      | Disney+            |
| 2021/2022 (50. díjátadó) | WandaVízió                      | WandaVision                               | Disney+            |
| 2021/2022 (50. díjátadó) | Végtelen matrjoska              | Russian Doll                              | Netflix            |
| 2021/2022 (50. díjátadó) | Vaják                           | The Witcher                               | Netflix            |
| 2021/2022 (50. díjátadó) | Dalária                         | Schmigadoon!                              | Apple TV+          |
| 2021/2022 (50. díjátadó) | Az Idő Kereke                   | The Wheel of Time                         | Amazon Prime Video |
| 2022/2023 (51. díjátadó) | Wednesday                       | Wednesday                                 | Netflix            |
| 2022/2023 (51. díjátadó) | Kísértetek                      | Ghosts                                    | CBS                |
| 2022/2023 (51. díjátadó) | Elveszett próféciák             | Good Omens                                | Amazon Prime Video |
| 2022/2023 (51. díjátadó) | Sárkányok háza                  | House of the Dragon                       | HBO                |
| 2022/2023 (51. díjátadó) | A Gyűrűk Ura: A hatalom gyűrűi  | The Lord of the Rings: The Rings of Power | Amazon Prime Video |
| 2022/2023 (51. díjátadó) |                                 | Mayfair Witches                           | AMC                |
| 2022/2023 (51. díjátadó) | Dalária                         | Schmigadoon!                              | Apple TV+          |
| 2023/2024 (52. díjátadó) | Sárkányok háza                  | House of the Dragon                       | HBO Max            |
| 2023/2024 (52. díjátadó) | Avatár – Az utolsó léghajlító   | Avatar: The Last Airbender                | Netflix            |
| 2023/2024 (52. díjátadó) | For All Mankind                 | For All Mankind                           | Apple TV+          |
| 2023/2024 (52. díjátadó) | A Gyűrűk Ura: A hatalom gyűrűi  | The Lord of the Rings: The Rings of Power | Amazon Prime Video |
| 2023/2024 (52. díjátadó) | Percy Jackson és az olimposziak | Percy Jackson and the Olympians           | Disney+            |
| 2023/2024 (52. díjátadó) |                                 | The Spiderwick Chronicles                 | The Roku Channel   |

## Rekordok

### Többszörös győzelmek
három győzelem
- Outlander – Az idegen

### Többszörös jelölések
öt jelölés
- Outlander – Az idegen
- A varázslók

négy jelölés
- Trónok harca

három jelölés
- A jó hely

## Fordítás
- Ez a szócikk részben vagy egészben  a   Saturn Award for Best Fantasy Television Series című angol Wikipédia-szócikk fordításán alapul.  Az eredeti cikk szerkesztőit annak laptörténete sorolja fel. Ez a jelzés csupán a megfogalmazás eredetét és a szerzői jogokat jelzi, nem szolgál a cikkben szereplő információk forrásmegjelöléseként.